# تی‌عا (ملکه)
| ti | O29V | B7 |

| ti | O29V | B7 |

تی‌عا (به انگلیسی: Tiaa) ملکه همسر مصر باستان در دوران حکمرانی دودمان هجدهم مصر بود. او در دوران سلطنت فرعون آمنهوتپ دوم که وی را از عنوان همسر بزرگ سلطنتی محروم کرد، «معشوقه گمنام» نامیده می‌شد؛ اما زمانی که پسرش تحوتموس چهارم فرعون شد، اصلاحاتی در مناصب و موقعیت نزدیکانش انجام داد و این عنوان را به وی اعطا کرد.
تحوتموس چهارم یکی از دختران خود را به افتخار او تی‌عا نامید.
تی‌عا در مقبره کی‌وی۳۲ در دره پادشاهان دفن شد، جایی که قطعاتی از تجهیزات تشییع جنازه او - از جمله یک کوزهٔ کانوپی - پیدا شد. آب سیل برخی از این قطعات را به درون مقبرهٔ کی‌وی۴۷، مقبره مجاور دودمان نوزدهم مصر فرعون سیپتاح، انتقال داد و باعث شد مصرشناسان باور کنند که آنها متعلق به مادر سیپتاح با نام مشابه هستند، اما از آن زمان به بعد، مشخص شد مادر سیپتاح یک معشوقه سوری به نام سوتیلیا است.